# 寺居山五百羅漢
寺居山五百羅漢（てらいやまごひゃくらかん）は、岐阜県中津川市茄子川にある石造の五百羅漢像。現在129体が存在する。毎年4月の第2日曜日に供養が行われている。

## 由緒
寺居山には、安永4年(1775年)に、勝彌五右衛門の手によって、もとまきのもと(現在の小字あみだ)にあった中切阿弥陀堂が、当地に遷されていた。
寛政6年（1794年）7月、上総国市原郡海保村の曹洞宗森巌寺前住職の越山が、中山道を通行して尾張へ巡錫の途中で、
20年来の知人である美濃国恵那郡茄子川村中切の勝半蔵の家に泊まった際に、松林と奇岩の景勝地であった寺居山へ案内された。その際に、地中から十一面観音の木仏を発見したとされる。
そのことが契機となって、越山は師の大而宗龍の悲願であった五百羅漢の建立を発願し、当地を支配していた尾張藩の寺社役所に申請した。

越山が本願主とした師の大而宗龍は、飛騨高山の大隆寺の曹洞宗の始祖であり、
飛州高山大隆寺和尚の宗龍様と御なりなられ　明見様をいわい申し候　願主 曾助
とあり、
天明2年(1782年)10月16日には、恵那郡東野村に足跡を残し、寛政元年（1789年）に没している。
寛政10年（1798年）4月、尾張藩の寺社役所から許可が出たが、残念なことに越山は既に遷化していた。
五百羅漢建立の諸入用金の10両は、越山と丈助が折半して積み立てていた。
建立場所の多くは入会地であったが、不足分は私有地の替地と寄附により賄った。
同年の10月から山を開き、信濃国伊那郡から高遠石工の吉蔵と孫十郎、近隣の恵那郡大井村から久四郎を招き、石像の制作を開始した。
勝半蔵は、光岡太郎右衛門の協力を得て、近隣の100ヶ村に趣意書を配り、寄進を得て、まず岩上に五百羅漢の本尊として釈迦牟尼仏石像を造った。
茄子川村を中心として近郷の村々から多くの人々の寄進を得て山開きする運びとなった。現在は129体が残っており、大半は享和4年(1804年)頃までに寄進されたものである。
寄進の金額は、本尊の釈迦牟尼仏石像は20両、十六羅漢石像は1両、五百羅漢は2分と決まっていたが、
中には個人の寄進ではなく、「落合村　壱体六人組　外ニ弐朱ト　百七拾文　惣村中」と多くの人達の浄財で寄進された羅漢石像もあり、「中津川本町観音講連中」など、町内・村内を廻り、寄進を集めて建立した場合もある。
石佛五百羅漢勧化帳には124体の寄進者の名前が記録されている。
個人からの寄進が多いが、茄子川村周辺にある殆どの寺院が、いづれかの石仏を寄進している。
寛政11年（1799年）4月2日に、越山の弟・弟子の大義が導師となって近郷近在の僧侶30名、善男善女が集まって、羅漢像30体と他の仏像24体の開眼供養が行われた。
同年、大井村の長国寺の大輪和尚が漢詩に託した景勝十二景が阿弥陀堂内にある。
享和2年(1802年)、大田南畝は大坂から江戸への帰路を中山道を通行した時の旅行記「壬戌紀行」の中に、茄子川村内の尾張藩領にある五百羅漢について、
松原をへて小流をわたり、左に五百羅漢建立といへる札たてり。人にとふに、これより八町ばかりありといへば　ゆかず
と記している。
慶応2年(1866年)4月2日の「久左右衛門日記」では、弓鉄炮勧進興行のことが記されており、五百羅漢の開眼日が縁日となっていたことがわかる。
明治元年(1868年)、旗本茄子川馬場氏の最後の当主である馬場繁次郎が、笠松県役所に提出した知行所の村明細帳には、
一　石佛五百羅漢　右石佛供養毎年四月二日ﾆ御座候 而 鉄炮弓勧進仕候
と書きあげられている。
なお寺居山五百羅漢は、中津川市茄子川にある曹洞宗の源長寺の境内仏とされているが、
付近には大日如来を本尊とする高野山真言宗の羅漢教会という宗教法人も存在する。

## 茄子川村
茄子川村は、旧中山道沿いの村であり、現在の中津川市の西南部、木曽川の南岸に位置する。
江戸時代初期の茄子川村の石高は1,368石余で、旗本茄子川馬場氏の275石と、尾張藩家臣の木曾衆の山村甚兵衛　350石・千村平右衛門　125石・原十郎兵衛　156石6斗・千村助右衛門　145石・山村一學　130石・千村次郎右衛門　119石・三尾左京　86石)計8名の入会地であった。

## 所在地
岐阜県中津川市茄子川387-4

## アクセス
- JR東海 中央本線 の 美乃坂本駅で下車。坂本郵便局方面へ歩き坂本郵便局を右折し道なりに進むと右手にある。徒歩15分

## 関連リンク
- 中津川市公式サイト　坂本地区観光情報